# Gorakhpur (huyện)
Huyện Gorakhpur là một huyện thuộc bang Uttar Pradesh, Ấn Độ. Thủ phủ huyện Gorakhpur đóng ở Gorakhpur. Huyện Gorakhpur có diện tích 3325 ki lô mét vuông. Đến thời điểm năm 2001, huyện Gorakhpur có dân số 3784720 người.